# Dobronhegy
Dobronhegy è un comune dell'Ungheria di 159 abitanti (dati 2001). È situato nella contea di Zala.